# Malá Roudka
Malá Roudka là một làng thuộc huyện Blansko, vùng Jihomoravský, Cộng hòa Séc.